# Öndvegissúlur
Gli Öndvegissúlur, o colonne del trono, sono una coppia di pali in legno che era posizionata ai lati del trono di un capo vichingo. Spesso vi erano intagliate immagini degli Æsir e facevano riferimento all'albero della vita, chiamato Yggdrasill.
Quando i coloni Vichinghi giungevano in Islanda, mettevano la loro fiducia negli Öndvegissúlur e li buttavano in mare quando vedevano la costa. Si insediavano allora nel punto in cui gli Öndvegissúlur toccavano la riva. La capitale islandese, Reykjavík, fu fondata con questo metodo.
La saga degli islandesi chiamata Eyrbyggja saga racconta di quando Þórólfur Mostrarskegg (Thorolf Most-Beard) costruì un tempio dopo aver raggiunto l'Islanda, e le colonne del trono raffiguravano reginnaglar (in norreno il "chiodo di dio").